# سزار ۳
«سزار ۳» (انگلیسی: Caesar III) یک بازی ویدئویی در سبک شهرسازی است که توسط سییرا اینترتینمنت و در سال ۱۹۹۸ منتشر شد. «سزار ۳» در پلت‌فرم مایکروسافت ویندوز منتشر شده‌است.

## گیم‌پلی
بازی Caesar III شامل دو حالت اصلی است:
حالت شغلی که در آن بازیکنان مجموعه‌ای از مأموریت‌های پیشرونده با سطح دشواری فزاینده را تجربه می‌کنند و هر مأموریت شرایط خاصی برای موفقیت دارد. حالت دوم با نام کیت ساخت شهر، یک حالت آزاد است که در آن محدودیتی برای پیروزی وجود ندارد و بازیکن می‌تواند بدون قید و شرط به ساخت شهر بپردازد.
در حالت شغلی، بازیکن مأموریت‌های مختلفی را در شهرهای تاریخی امپراتوری روم مانند بروندیزیوم و لوندینیوم انجام می‌دهد. در شروع هر مأموریت، امکان انتخاب بین دو نوع نقشه وجود دارد: نقشه‌های صلح‌آمیز و نقشه‌های نظامی.
نقشه‌های نظامی شامل خطر حمله نیروهای دشمن هستند، در حالی که نقشه‌های صلح‌آمیز اگرچه عاری از تهدیدات نظامی هستند، اما شرایط سخت‌تری برای پیروزی دارند و چالش‌های دیگری مانند زمین‌لرزه، آتش‌سوزی و سایر بلایای طبیعی را شامل می‌شوند.
این ساختار بازی به بازیکنان امکان می‌دهد هم از جنبه‌های مدیریتی و ساخت شهر لذت ببرند و هم با چالش‌های استراتژیک دفاع از شهر در برابر تهدیدات مختلف روبرو شوند.